# Nikolaj Ivanovič Maslov
Svatý Nikolaj Ivanovič Maslov (1874, Tver – 17. ledna 1939, Lykošino) byl ruský duchovní Ruské pravoslavné církve, jerej a mučedník.

## Život
Narodil se roku 1874 ve Tveru.
Studoval na duchovním učilišti a pastoračních kurzech. Roku 1924 byl rukopoložen na jereje. Začal sloužit v chrámu Ikony Matky Boží Hořící keř za Volhou. 
Po uzavření téměř všech chrámu včetně katedrály Nanebevstoupení Páně odešel arcibiskup Faddej (Uspenskij) do chrámu k otci Nikolajovi.
Dne 2. listopadu 1937 byl zatčen a obviněn z účasti v kontrarevoluční fašisticko-monarchistické organizaci v čele s arcibiskupem Faddejem.
Dne 2. prosince 1937 jej Trojka NKVD odsoudila k deseti letům v pracovním táboře. Otci Nikolajovi bylo v té době 63 let, jeho zdravotní stav byl velmi špatný.
V červnu 1938 byl převezen z věznice v Kalininu do věznice sídla Lykošino. Zde vážně onemocněl.
Zemřel 17. ledna 1939.
Dne 16. ledna 1989 byl Prezídiem ozbrojených sil SSSR rehabilitován.

## Kanonizace
Dne 20. srpna 2000 ho Ruská pravoslavná církev svatořečila jako mučedníka a byl zařazen mezi Sbor všech novomučedníků a vyznavačů ruských.
Jeho svátek je připomínán 17. ledna (4. ledna – juliánský kalendář).